# モカ県
モカ県(Moka District)は、モーリシャスの県。
2015年の人口は8万3241人、面積は230.5km2、人口密度は361.1人/km2。。
県都はモカ。
モカ県は西隣のプレーン・ウィルヘルム県と並んでモーリシャスに2つある内陸県の一つである。

## 経済
モカ県は農業が主産業であるが、近年の経済変動によって農業の重要性は低下している。

## 隣接する県
- ポートルイス県
- パンプルムース県
- フラック県
- グラン・ポール県
- プレーン・ウィルヘルム県